# Liste des intercommunalités de la Nièvre

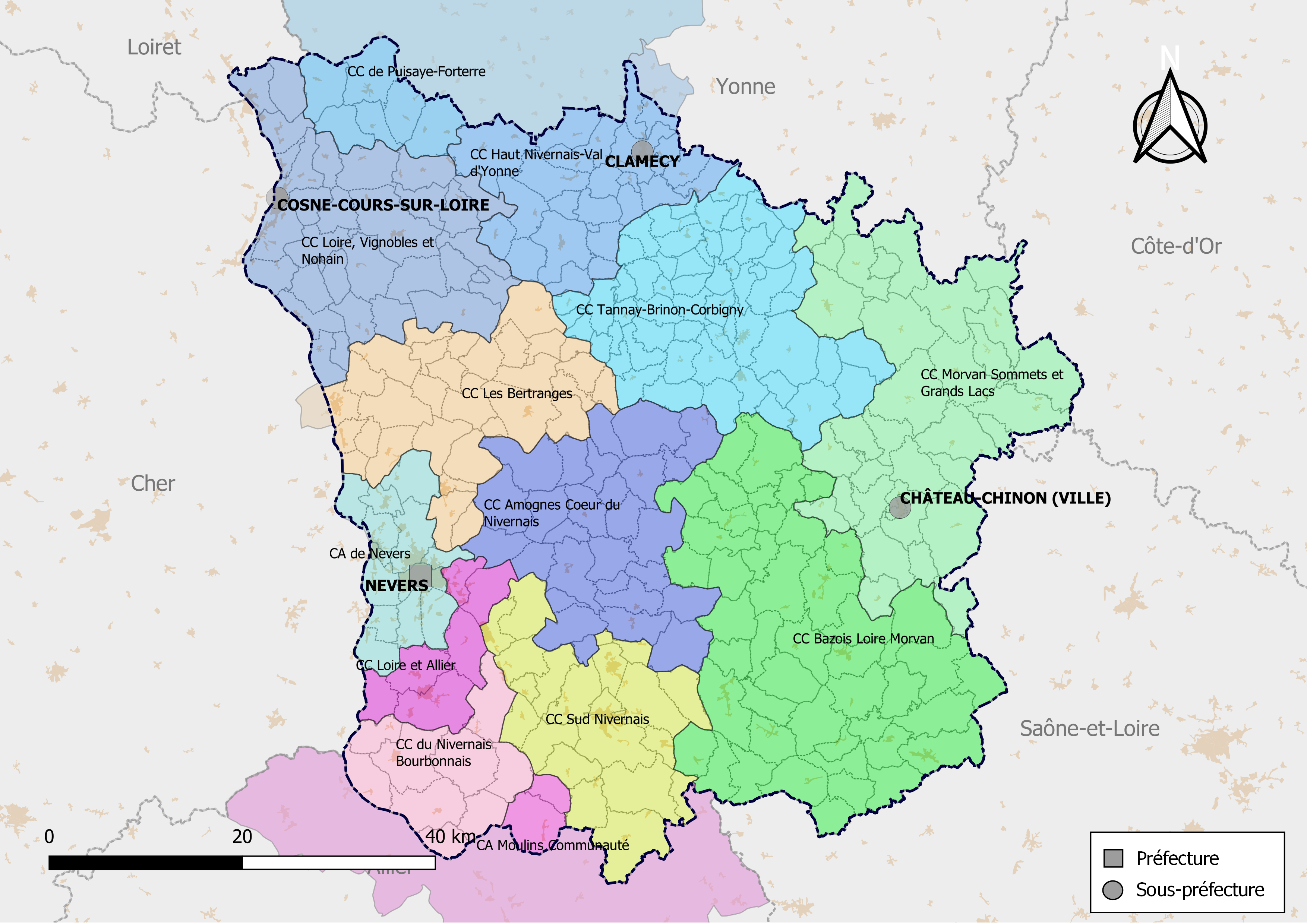
Carte des EPCI de la Nièvre au 1er janvier 2019.

Depuis le 1er janvier 2017, le département de la Nièvre compte 11 établissements publics de coopération intercommunale à fiscalité propre dont le siège est dans le département (1 communauté d'agglomération et 10 communautés de communes), dont deux qui sont interdépartementaux. Par ailleurs 8 communes sont groupées dans deux intercommunalités dont le siège est situé hors département.

## Intercommunalités à fiscalité propre
| Forme juridique                                           | Nom                              | no SIREN  | Date de création | Nombre de communes      | Population (der. pop. légale) | Superficie (km2) | Densité (hab./km2) | Siège                   | Président                      |
| --------------------------------------------------------- | -------------------------------- | --------- | ---------------- | ----------------------- | ----------------------------- | ---------------- | ------------------ | ----------------------- | ------------------------------ |
| Communauté d'agglomération                                | CA de Nevers                     | 245804406 | 1er janvier 2003 | 14                      | 67 223 (2021)                 | 266,40           | 252                | Nevers                  | Denis Thuriot                  |
| Communauté de communes                                    | CC Loire, Vignobles et Nohain    | 200067916 | 1er janvier 2017 | 30                      | 24 804 (2021)                 | 716,30           | 35                 | Cosne-Cours-sur-Loire   | Thierry Flandin                |
| Communauté de communes                                    | CC Sud Nivernais                 | 200067700 | 1er janvier 2017 | 20                      | 20 068 (2021)                 | 527,20           | 38                 | Decize                  | Jean-Noël Le Bras              |
| Communauté de communes                                    | CC Les Bertranges                | 200068088 | 1er janvier 2017 | 32 (dont 31 dans le 58) | 19 700 (2021)                 | 590,0            | 33                 | La Charité-sur-Loire    | Henri Valès                    |
| Communauté de communes                                    | CC Bazois Loire Morvan           | 200067882 | 1er janvier 2017 | 46                      | 15 138 (2021)                 | 1 209,0          | 13                 | Moulins-Engilbert       | Dominique Joyeux               |
| Communauté de communes                                    | CC Haut Nivernais-Val d'Yonne    | 200067429 | 1er janvier 2017 | 30 (dont 26 dans le 58) | 11 816 (2021)                 | 501,50           | 24                 | Clamecy                 | Janny Siméon                   |
| Communauté de communes                                    | CC Morvan Sommets et Grands Lacs | 200067890 | 1er janvier 2017 | 34                      | 12 130 (2021)                 | 959,30           | 13                 | Château-Chinon (Ville)  | Jean-Sébastien Halliez         |
| Communauté de communes                                    | CC Tannay-Brinon-Corbigny        | 200067692 | 1er janvier 2017 | 58                      | 9 468 (2021)                  | 760,30           | 13                 | Corbigny                | Jean-Charles Rochard           |
| Communauté de communes                                    | CC Amognes Cœur du Nivernais     | 200067908 | 1er janvier 2017 | 28                      | 8 526 (2021)                  | 646,90           | 13                 | Saint-Benin-d'Azy       | Christian Perceau              |
| Communauté de communes                                    | CC Loire et Allier               | 245801063 | 1er janvier 1994 | 5                       | 4 972 (2021)                  | 164,50           | 30                 | Saint-Parize-le-Châtel  | André Garcia                   |
| Communauté de communes                                    | CC du Nivernais bourbonnais      | 245804497 | 1er janvier 2000 | 9                       | 5 229 (2021)                  | 291,10           | 18                 | Saint-Pierre-le-Moûtier | Christian Barle                |
| Intercommunalité dont le siège est situé hors département |                                  |           |                  |                         |                               |                  |                    |                         |                                |
| Communauté d'agglomération                                | CA Moulins Communauté            | 200071140 | 1er janvier 2017 | 44 (dont 2 dans le 58)  | 64 257 (2021)                 | 1 336,20         | 48                 | Moulins (03)            | Pierre-André Perissol          |
| Communauté de communes                                    | CC de Puisaye-Forterre           | 200067130 | 1er janvier 2017 | 57 (dont 6 dans le 58)  | 33 640 (2021)                 | 1 753,80         | 19                 | Saint-Fargeau (89)      | Jean-Philippe Saulnier-Arrighi |

## Histoire

Les communautés de communes de la Nièvre en 2012
(en blanc, les communes faisant partie d'une intercommunalité interdépartementale)

L'intercommunalité à fiscalité propre ne possède pas dans la Nièvre de tradition. Après l'échec d'un premier projet de district urbain sur l'agglomération de Nevers en 1971, il a fallu attendre 1996 pour voir l'apparition d'un premier établissement communauté de communes Val de Loire - Val de Nièvre transformé et étendu en 2003 en une communauté d'agglomération.
Parallèlement, des communautés de communes ont été créées sous l'impulsion des politiques volontaristes du Conseil Général de la Nièvre et de la Préfecture dans l'ensemble du département. En l'espace de quelques années, la Nièvre est passée du peloton de queue de la France intercommunale et a rejoint les nouvelles terres de l'intercommunalité en France, regroupant des régions du centre, du Massif Central. Elle a ainsi contribué à la généralisation de la pratique dans l'hexagone.
La question des pays a également connu un essor. Le département est désormais couvert en trois grands syndicats de pays.

### Anciennes communautés de communes
1. Communauté de communes Puisaye nivernaise

### Modifications au 1erjanvier 2017
- Création de la communauté de communes Tannay-Brinon-Corbigny issue de la fusion de la communauté de communes La Fleur du Nivernais, de la communauté de communes du Val du Beuvron et de la communauté de communes du Pays corbigeois étendue aux communes de Montreuillon et Pouques-Lormes[14].
- Création de la communauté de communes Sud Nivernais par fusion de la communauté de communes du Sud-Nivernais et de la communauté de communes Fil de Loire, étendue aux communes de La Fermeté et Toury-Lurcy[14].
- Création de la communauté de communes Haut Nivernais-Val d'Yonne issue de la fusion de la communauté de communes du Val du Sauzay et de la communauté de communes des Vaux d'Yonne[14].
- Création de la communauté de communes Amognes Cœur du Nivernais issue de la fusion de la communauté de communes des Amognes (à l'exception de La Fermeté), de la communauté de communes Le Bon Pays (à l'exception de Poiseux) et de la communauté de communes Cœur du Nivernais[14].
- Création de la communauté de communes Bazois Loire Morvan issue de la fusion de la communauté de communes du Bazois, de la communauté de communes du Sud Morvan, de la communauté de communes des Portes sud du Morvan et de la communauté de communes entre Loire et Morvan[14].
- Création de la communauté de communes Morvan Sommets et Grands Lacs issue de la fusion de la communauté de communes du Haut-Morvan (à l'exception de Montreuillon), de la communauté de communes des Grands Lacs du Morvan et de la communauté de communes des Portes du Morvan (à l'exception de Pouques-Lormes)[14].
- Création de la communauté de communes Loire, Vignobles et Nohain issue de la fusion de la communauté de communes en Donziais, de la communauté de communes Loire et Vignoble et de la communauté de communes Loire et Nohain[14].
- Création de la communauté de communes Loire, Nièvre et Bertranges depuis renommée communauté de communes Les Bertranges issue de la fusion de la communauté de communes des Bertranges à la Nièvre (à l'exception de Parigny-les-Vaux), de la communauté de communes du Pays charitois, de la communauté de communes entre Nièvres et forêts et étendu à la commune de Poiseux[15].
- La commune de Parigny-les-Vaux rejoint la communauté d'agglomération de Nevers[14].
- La commune de Neuville-lès-Decize rejoint la communauté de communes du Nivernais Bourbonnais[16].
- Les communes de Dornes et Saint-Parize-en-Viry rejoignent Moulins Communauté[17].
- Les communes de Pousseaux et de la communauté de communes Portes de Puisaye Forterre rejoignent la communauté de communes de Puisaye-Forterre[18]

## Pays

### Pays situés dans la Nièvre uniquement
- Pays Bourgogne-Nivernaise
- Pays Nevers-Sud-Nivernais
- Pays Nivernais-Morvan

### Pays partagé avec l'Yonne
- Pays de Puisaye-Forterre (la seule communauté de communes nivernaise de ce pays est la communauté de communes Puisaye nivernaise)